# Erzbistum Changsha
Das chinesische Erzbistum Changsha (lat. Archidioecesis Ciamsciavensis) ging aus dem am 19. September 1879 begründeten Apostolischen Vikariat Hu-Nan Meridionale hervor, von dem es am 3. Dezember 1924 als Apostolisches Vikariat abgetrennt wurde.
Dieses wurde am 11. April 1946 zum Erzbistum erhoben.
Sein für lange Zeit letzter Bischof, der Italiener Secondino Petronio Lacchio OFM, verstarb am 20. Februar 1976. Nach einer Sedisvakanz von mehr als 42 Jahren erkannte Papst Franziskus den Erzbischof der Chinesischen Katholisch-Patriotischen Vereinigung, Methodius Qu Ai-lin, am 22. September 2018 als Metropoliten des Erzbistums an.